# Le Songe d'une nuit d'été (film, 1999)
Pour les articles homonymes, voir Le Songe d'une nuit d'été (homonymie).
Pour plus de détails, voir Fiche technique et Distribution.
Le Songe d'une nuit d'été (A Midsummer Night's Dream) est un film américain réalisé par Michael Hoffman, sorti en 1999, d'après la pièce éponyme de William Shakespeare. Le film est une transposition de l'intrigue de la pièce, mettant en scène un double chassé-croisé amoureux.
L'histoire de la pièce de théâtre est déplacée au XIXe siècle en Toscane. Au moment d'épouser Hippolyte, le Duc Thésée doit arbitrer un litige entre Égée et sa fille Hermia. Celle-ci, qui aime Lysandre, refuse d'être mariée à Démétrius, l'homme que son père lui a choisi pour mari. Elle s'enfuit avec Lysandre dans un petit bois, après s'être confiée à son amie Héléna. Cette dernière aime Démétrius et souhaite conquérir son cœur, elle l'entraîne donc sur les traces des fuyards. Dans ces mêmes bois, Obéron et Titania, roi et reine des fées, se querellent. Obéron veut se venger de Titania, il charge donc Puck d'user d'une fleur magique pour rendre amoureux la reine de la première personne qu'elle verra. Il demande également à Puck d'utiliser la fleur magique sur Démétrius pour le rendre réciproquement amoureux d'Héléna. Mais Puck se trompe d'amant et envoûte Lysandre. S'ensuit une dispute entre Hermia et les deux jeunes hommes qui n'ont désormais d'yeux que pour Héléna. Le monde des fées se doit de tout remettre en ordre et se sert à nouveau de la fleur magique. Finalement, tout rentre dans l'ordre, le sentiment d'Héléna pour Démétrius est partagé, Hermia et Lysandre ont la permission de se marier et le mariage de Thésée et Hippolyte a enfin lieu.

## Résumé
Lysandre aime Hermia et Hermia l'aime également. Helena, elle, aime Démétrius mais celui-ci préfère Hermia. Égée impose à Hermia d'épouser Démétrius ; pour ce faire il demande de l'aide à Thésée, le Duc, pour renforcer sa décision. Selon les lois de la société patriarcale, Hermia doit obéir à son père, ou mourir, ou devenir une nonne. Hermia, pour échapper à ce choix, fuit avec Lysandre dans un bois.
Mais des complications arrivent une fois dans la forêt. Obéron et Titania, roi et reine du monde des fées, se disputent à propos d'un garçon que Titania a adopté et qu'Obéron veut. Celui-ci ordonne à Puck, son serviteur, de le venger ; il doit aller chercher une fleur magique et la déposer dans les yeux de la reine pendant son sommeil pour qu'elle tombe amoureuse de la première personne qu'elle verra. Pendant ce temps, Helena et Démétrius ont également fui dans le bois à la recherche du jeune couple. Obéron voit alors la manière dont Démétrius se comporte avec Helena qui l'aime passionnément et il prend pitié d'elle. Il souhaite donc que Démétrius tombe amoureux d'elle grâce au jus de la fleur magique. Cependant, Puck se trompe d'yeux et place le jus de la fleur dans les yeux de Lysandre qui dormait dans le bois auprès de Hermia. Le jeune homme est réveillé par les cris d'Héléna et le pouvoir de la fleur agit. Il tombe instantanément amoureux d'elle, oubliant immédiatement qu'il aimait Hermia quelques instants auparavant.
Au milieu de tout ce chaos, un groupe d'artisans répète une pièce pour le futur mariage royal nommée Pyrame et Thisbé. Puck lance un sortilège pour transformer Bottom, un des artisans, en âne. Celui-ci fait fuir tous les autres artisans du bois et réveille Titania ; instantanément la reine tombe amoureuse de l'âne qu'est maintenant Bottom.
Lorsque Obéron apprend l'erreur de Puck, le roi souhaite tout remettre en ordre. Il place le jus de la fleur magique dans les yeux de Démétrius et s'assure que le jeune homme voit Héléna dès son réveil. Ensuite, les quatre jeunes nobles se disputent dans la forêt. Tandis qu'Héléna pense que les deux hommes se moquent d'elle en se déclarant amoureux, Hermia accuse Héléna de lui avoir volé son unique amour : Lysandre.
Finalement, Obéron décide de tout remettre en ordre. Ainsi, il fait en sorte que les quatre amoureux s'endorment pour mettre dans les yeux de Lysandre le jus de la fleur afin que celui-ci retombe amoureux de Hermia. Par la suite, le roi donne également l'antidote à Titania pour qu'elle cesse d'être sous l'emprise affective de l'âne Bottom.
Thésée, Hippolyte et leur suite chassent dans les bois et croisent les quatre amoureux endormis. Les couples sont à nouveau reconstitués et le Duc annonce qu'Hermia peut épouser Lysandre si elle le souhaite. Tous retournent au palais, en pensant avoir rêvé les événements précédents, afin de célébrer les trois mariages : Thésée et Hippolyte, Hermia et Lysandre et Héléna et Démétrius. Au mariage, les artisans jouent leur pièce devant les trois couples. Et Puck intervient une dernière fois pour dévoiler au spectateur que tout ceci n'a peut-être été qu'un rêve, laissant le doute s'installer dans l'esprit du spectateur.

## Fiche technique
- Titre : Le Songe d'une nuit d'été
- Titre original : A Midsummer Night's Dream
- Réalisation : Michael Hoffman
- Genre : Comédie, film romantique, film fantastique
- Scénario : Michael Hoffman, d'après la pièce éponyme de William Shakespeare
- Montage : Garth Craven
- Photographie : Oliver Stapleton
- Musique : Simon Boswell
- Direction artistique : Luciana Arrighi
- Costumes : Gabriella Pescucci
- Production : Michael Hoffman, Leslie Urdang
- Lieux de tournage : Montepulciano (Toscane, Italie)
- Dates de sortie : 14 mai 1999 (États-Unis), 22 septembre 1999 (France)
- Box-office français : 41 750 entrées

 Sauf indication contraire, les informations mentionnées dans cette section peuvent être confirmées par les bases de données cinématographiques IMDb et Allociné,  présentes dans la section « Liens externes ».

## Thèmes
Trois mondes s'entrecroisent dans le film comme dans la pièce de théâtre du même nom. On trouve le monde des nobles (Thésée, Hippolyte, Égée, Hermia, Lysander, Démétrius et Héléna), le monde des fées (Puck, Obéron, Titania) et le monde des artisans (les personnages qui jouent la pièce Pyrame et Thisbé pour le mariage royal). Il y a donc le monde de la réalité comprenant les nobles et les artisans et le monde de la magie. Deux jeunes couples d’amoureux en fuite deviennent les objets d’un ensorcellement par le monde féérique.
Les valeurs patriarcales sont visibles dans le film. Celles-ci peuvent être vues à travers l'autorité d'Égée qui impose un mari à sa fille Hermia, mais également à travers l'ultimatum que Thésée impose à Hermia : soit mourir, soit obéir à son père, soit devenir nonne.

## Distribution
- Stanley Tucci (VF : Gérard Darier) : Puck
- Kevin Kline (VF : Dominique Collignon-Maurin) : Nick Bottom / Pyrame
- Rupert Everett (VF : Joël Zaffarano) : Obéron
- Michelle Pfeiffer (VF : Emmanuèle Bondeville) : Titania
- David Strathairn : Thésée
- Sophie Marceau : Hippolyte
- Christian Bale (VF : Bruno Choël) : Démétrius
- Calista Flockhart (VF : Marie-Laure Dougnac) : Héléna
- Anna Friel : Hermia
- Dominic West (VF : Bernard Gabay) : Lysandre
- Bernard Hill : Égée, le père d'Hermia
- John Sessions : Philostrate, majordome de Thésée
- Roger Rees (VF : Michel Papineschi) : Peter Quince
- Sam Rockwell : Francis Flute / Thisbé
- Bill Irwin : Tom Snout / le Mur
- Gregory Jbara (VF : Sylvain Lemarié): Snug / le Lion
- Max Wright : Robin Straveling / la Lune

 Source et légende : version française (VF) sur RS Doublage

## Bande son
- Musique de scène pour Le Songe d'une nuit d'été de Felix Mendelssohn (1826)
- Brindisi extrait de La traviata de Giuseppe Verdi (1853)
- Una furtiva lagrima extrait de L'Elixir d'amour de Gaetano Donizetti (1832)
- Casta diva extrait de Norma de Vincenzo Bellini (1831)
- Non più mesta extrait de La Cenerentola de Gioachino Rossini (1817)
- La Marche Nuptiale extrait de Le Songe d'une nuit d'été de Felix Mendelssohn (1826)
- Intermezzo extrait de Cavalleria Rusticana de Pietro Mascagni (1890)